# Ravi K. Chandran
Ravi K. Chandran (ur. 6 marca 1965 w Maduranthakam) – indyjski operator filmowy pochodzący z Chennaju. 
Często współpracuje z czołowymi indyjskimi filmowacmi, takimi jak Priyadarshan, Mani Ratnam, Rajiv Menon czy Sanjay Leela Bhansali. Laureat nagrody Filmfare Awards South w kategorii najlepszy operator tamilski za film Całus w policzek (2002).
Chandran rozpoczął karierę pracując, w kinie Malayalam jako asystent swojego brata, Ramachandry Babu. Od tamtej pory zaczął pracę przy produkcjach tamilskich i hindi. Filmy, przy których pracował to m.in. Rozważne i romantyczne (2000), Rób swoje! (2001), Młodość (2004), Sekret (2005), Black (2005), Fanaa (2006), Do zakochania jeden krok (2008) czy Nazywam się Khan (2010).
Jest w związku małżeńskim z Hemalatą i mają dwóch synów.

## Filmografia
| Film                              | Rok  | Język     | Nagrody i Nominacje                                       |
| --------------------------------- | ---- | --------- | --------------------------------------------------------- |
| Kilukkampetti                     | 1991 | Malayalam |                                                           |
| Maanthrika Cheppu                 | 1992 | Malayalam |                                                           |
| Mafia                             | 1993 | Malayalam |                                                           |
| Injakkadan Mathai & Sons          | 1993 | Malayalam |                                                           |
| Ekalavyan                         | 1993 | Malayalam |                                                           |
| Customs Diary                     | 1993 | Malayalam |                                                           |
| Honest Raj                        | 1994 | Tamil     |                                                           |
| Vishnu                            | 1994 | Tamil     |                                                           |
| Aksharam                          | 1995 | Malayalam |                                                           |
| The King                          | 1995 | Malayalam |                                                           |
| Virasat                           | 1997 | Hindi     | Filmfare Award - Best Cinematography                      |
| Miłość ma wiele imion             | 1997 | Tamil     |                                                           |
| Kabhi Na Kabhi                    | 1998 | Hindi     |                                                           |
| Major Saab                        | 1998 | Hindi     |                                                           |
| Kannezhuthi Pottum Thottu         | 1999 | Malayalam |                                                           |
| Snip!                             | 2000 | Hindi     |                                                           |
| Rozważne i romantyczne            | 2000 | Tamil     |                                                           |
| Raja Ko Rani Se Pyar Ho Gaya      | 2000 | Hindi     |                                                           |
| Citizen                           | 2000 | Tamil     |                                                           |
| Rób swoje!                        | 2001 | Hindi     | Star Screen Award - Nominacja- Best Cinematography        |
| Całus w policzek                  | 2002 | Tamil     | Filmfare Award - Best Cinematography                      |
| Czy chcesz być moim przyjacielem? | 2002 | Hindi     |                                                           |
| Calcutta Mail                     | 2003 | Hindi     | Zee Cine Awards- Nominacja- Best Cinematography           |
| Znalazłem cię                     | 2003 | Hindi     |                                                           |
| Boys                              | 2003 | Tamil     |                                                           |
| Młodość                           | 2004 | Hindi     | Zee Cine Awards- Nominacja- Best Cinematography           |
| Aayitha Ezhuthu                   | 2004 | Tamil     |                                                           |
| Black                             | 2005 | Hindi     | Filmfare Award - Best Cinematography                      |
| Sekret                            | 2005 | Hindi     |                                                           |
| Unicestwienie                     | 2006 | Hindi     |                                                           |
| Saawariya                         | 2007 | Hindi     |                                                           |
| Firaaq                            | 2008 | Hindi     |                                                           |
| Do zakochania jeden krok          | 2008 | Hindi     | German Public Bollywood Award (GPBA)- Best Cinematography |
| Ghajini                           | 2008 | Hindi     |                                                           |
| Nazywam się Khan                  | 2010 | Hindi     |                                                           |
| Anjaana Anjaani                   | 2010 | Hindi     |                                                           |
| 7 am Arivu                        | 2010 | Tamil     |                                                           |
| Mathilukalkkappuram               | 2011 | Malayalam |                                                           |

## Nagrody i Nominacje

### Filmfare Awards
- 2006 Najlepsze zdjęcia do filmu Black
- 1998 Najlepsze zdjęcia do filmu Virasat
- 2002 Najlepsze zdjęcia do filmu Całus w policzek

### Star Screen Awards
- 2002 Nominacja za najlepsze zdjęcia do filmu Rób swoje!

### Zee Cine Awards
- 2004 Nominacja za najlepsze zdjęcia do filmu Młodość
- 2004 Nominacja za najlepsze zdjęcia do filmu Calcutta Mail

2008 most wanted cinematographer

### Międzynarodowe
German Public Bollywood Award (GPBA)
- 2009: Najlepsze zdjęcia do filmu Do zakochania jeden krok

Plus Camerimage Festival
- 2010: Nominacja w konkurskie głównym do Złotej Żaby za najlepsze zdjęcia do filmu Nazywam się Khan